# Lamprophthalma sepedonoides
Lamprophthalma sepedonoides är en tvåvingeart som först beskrevs av Walker 1864.  Lamprophthalma sepedonoides ingår i släktet Lamprophthalma och familjen bredmunsflugor. Inga underarter finns listade i Catalogue of Life.